# Shusshaka-ji
Le Shusshaka-ji (出釈迦寺) est le 73e temple du pèlerinage de Shikoku. Il est situé sur le mont Gabaishi à Zentsūji, dans la préfecture de Kagawa au Japon.

## Galerie

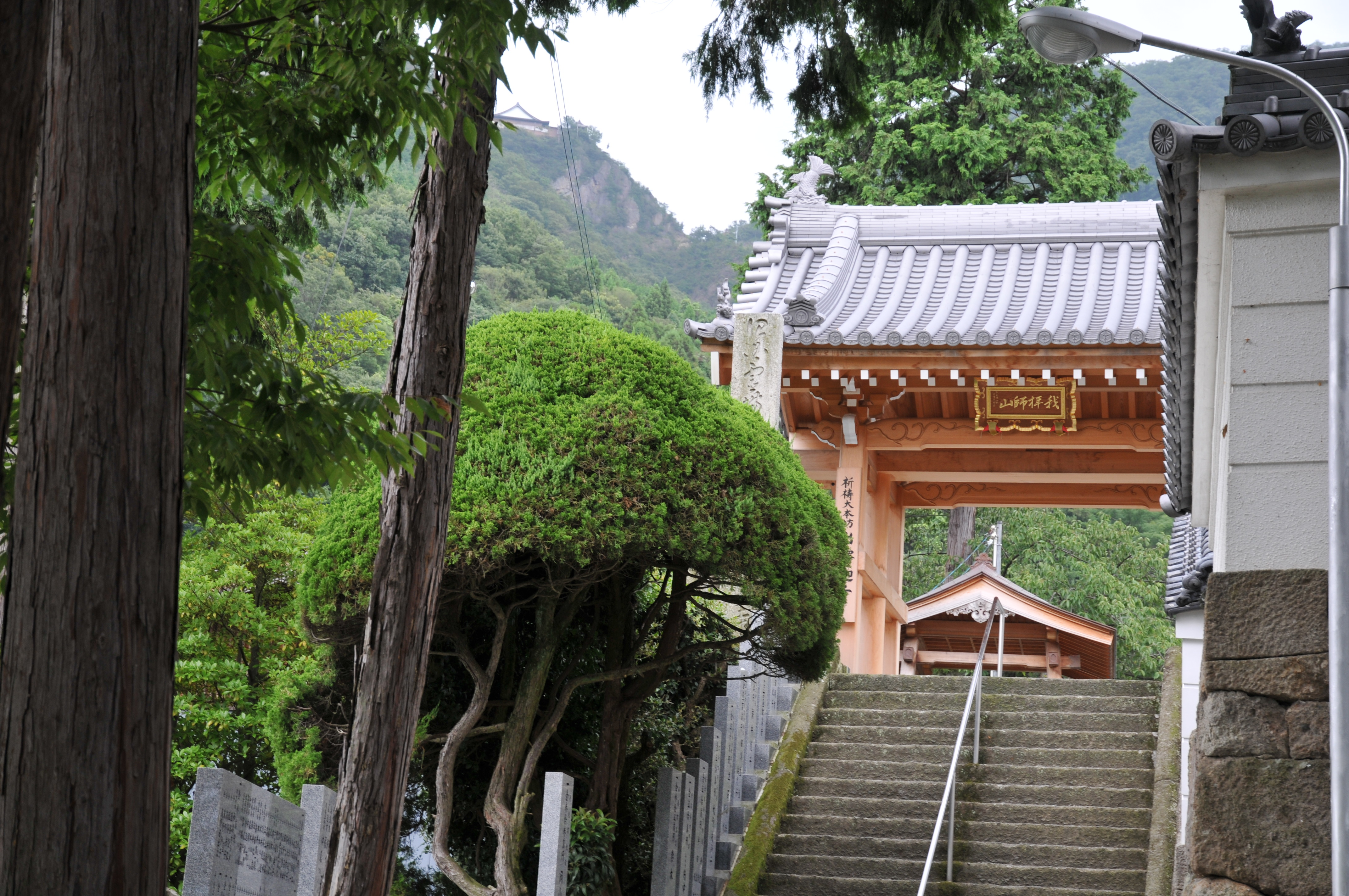
La porte du temple.
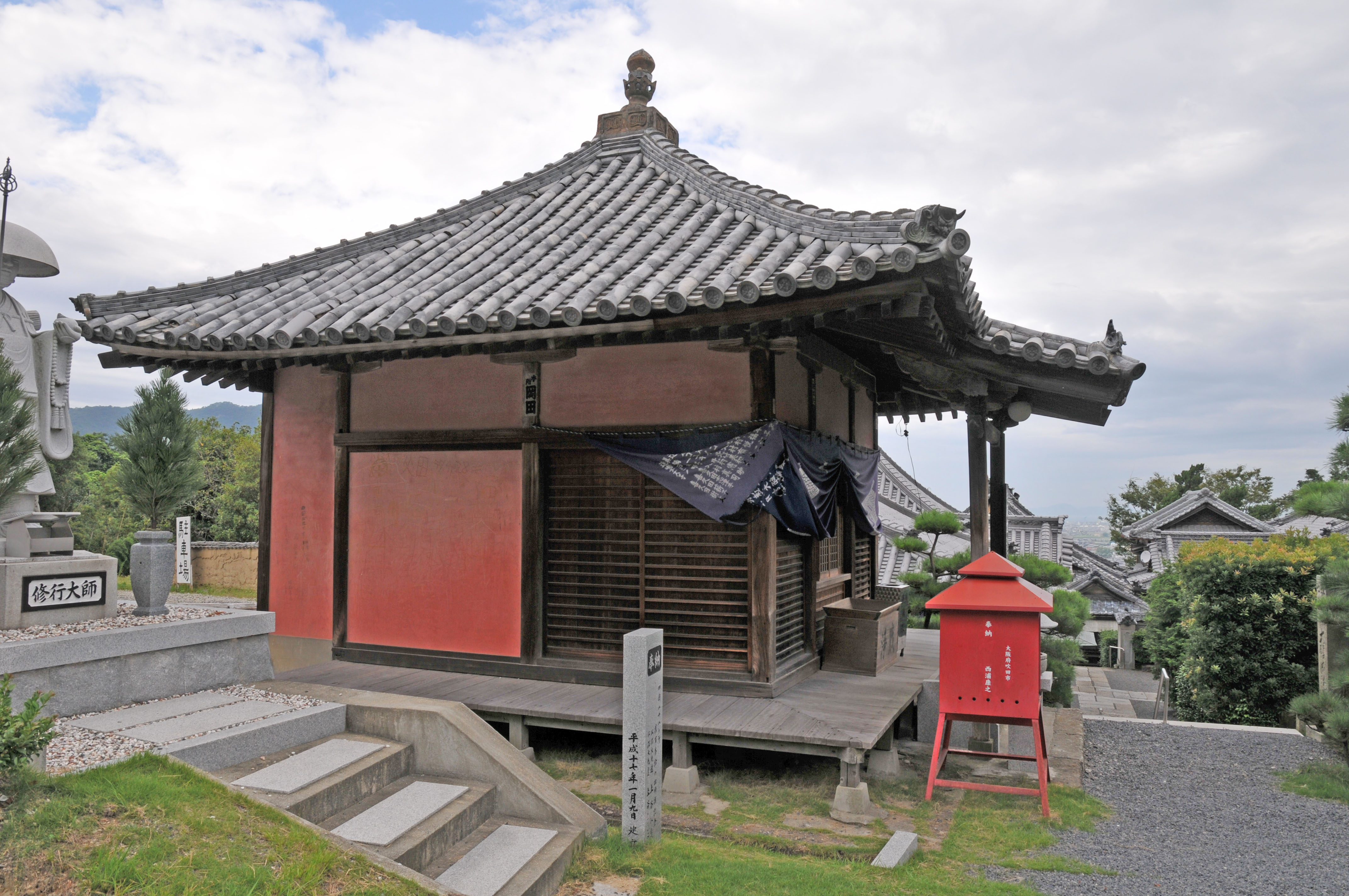
Jizō-dō.
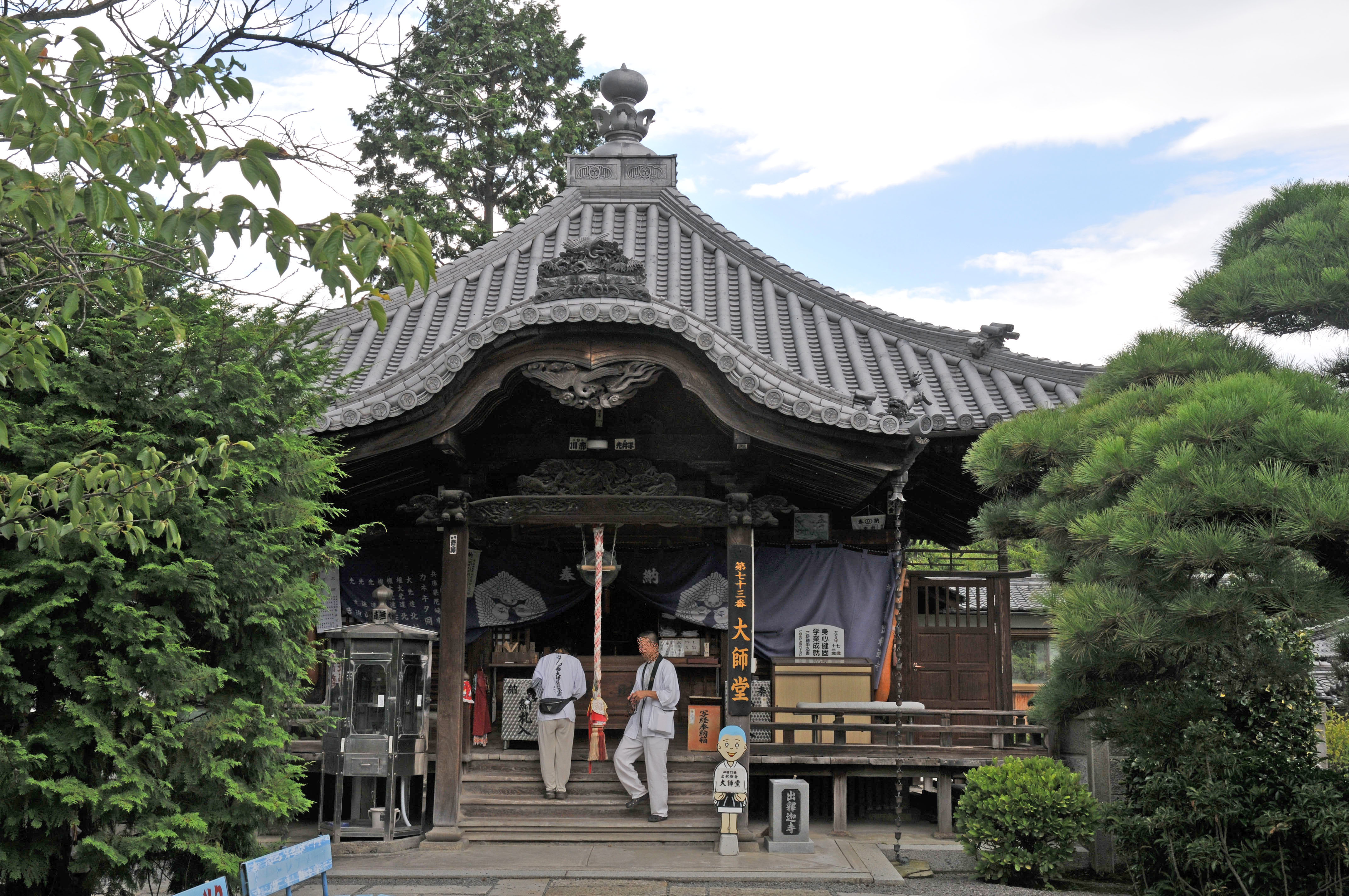
Daishi-dō.